# Jean-Louis Valero
Pour les articles homonymes, voir Valero (homonymie).
Jean-Louis Valero (né le 1er mai 1952 à Casablanca) est un compositeur de musique français.

## Biographie
Il fait ses débuts au piano, à Nice, avec Barthélémy Alata, étudie la composition auprès de Mario Vittoria (conservatoire de Nice) et d'Émile Delpierre, et approfondit sa technique du piano auprès de la concertiste Lilly Appel-Kosma. En 1980, il rencontre Éric Rohmer, début d'une longue collaboration.
Il enseigne la musique à l'image de 1987 à 2004 à l'Association pour le Développement de l’Animation Culturelle de la mairie de Paris (devenue Paris-Ateliers), sous la direction de Francis Balagna).
Si son travail porte essentiellement sur les rapports de la musique à l'image (plus d'une centaine de réalisations pour la télévision et le grand écran), il signe aussi des partitions pour la scène comme l'opéra La Hire et la Tique commande de la ville de Dourdan (2011).

## Collaboration avec Éric Rohmer
Dès leur première rencontre (en 1981) Éric Rohmer tint à prévenir Jean-Louis Valero : il ne voyait pas pour ses propres films l'intérêt d'une musique extradiégétique, arguant que si une scène en nécessitait « c’est que la scène était ratée ». En conséquence, il lui recommanda de ne jamais se départir d'un « certain esprit d’abnégation ». Cette précaution se retrouvera plus tard pleinement vérifiée avec L'Ami de mon amie ; Rohmer voulait la plus belle musique possible pour son film mais la baisserait tellement au mixage que personne ne devait l'entendre. Il en désirait néanmoins une vingtaine de minutes. Rohmer jugea son film réussi car « il n'avait pas besoin de musique ». En remerciement, le nom de Jean-Louis Valero apparaît au générique en très gros caractères. Après une écoute attentive, les droits d’auteur ont été jugés recevables par la Sacem.

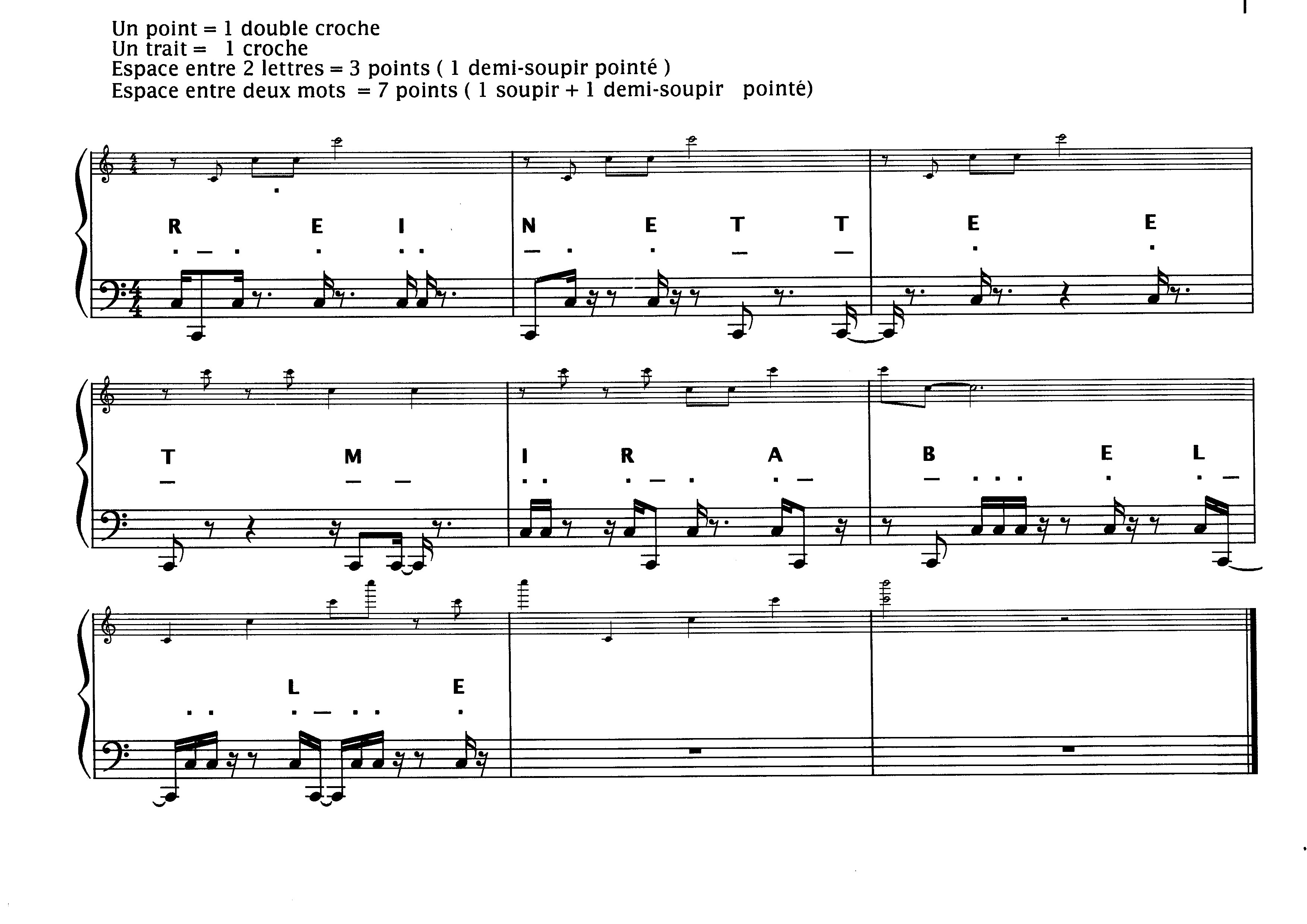
Quatre aventures de Reinette et Mirabelle (décryptage du codage morse)

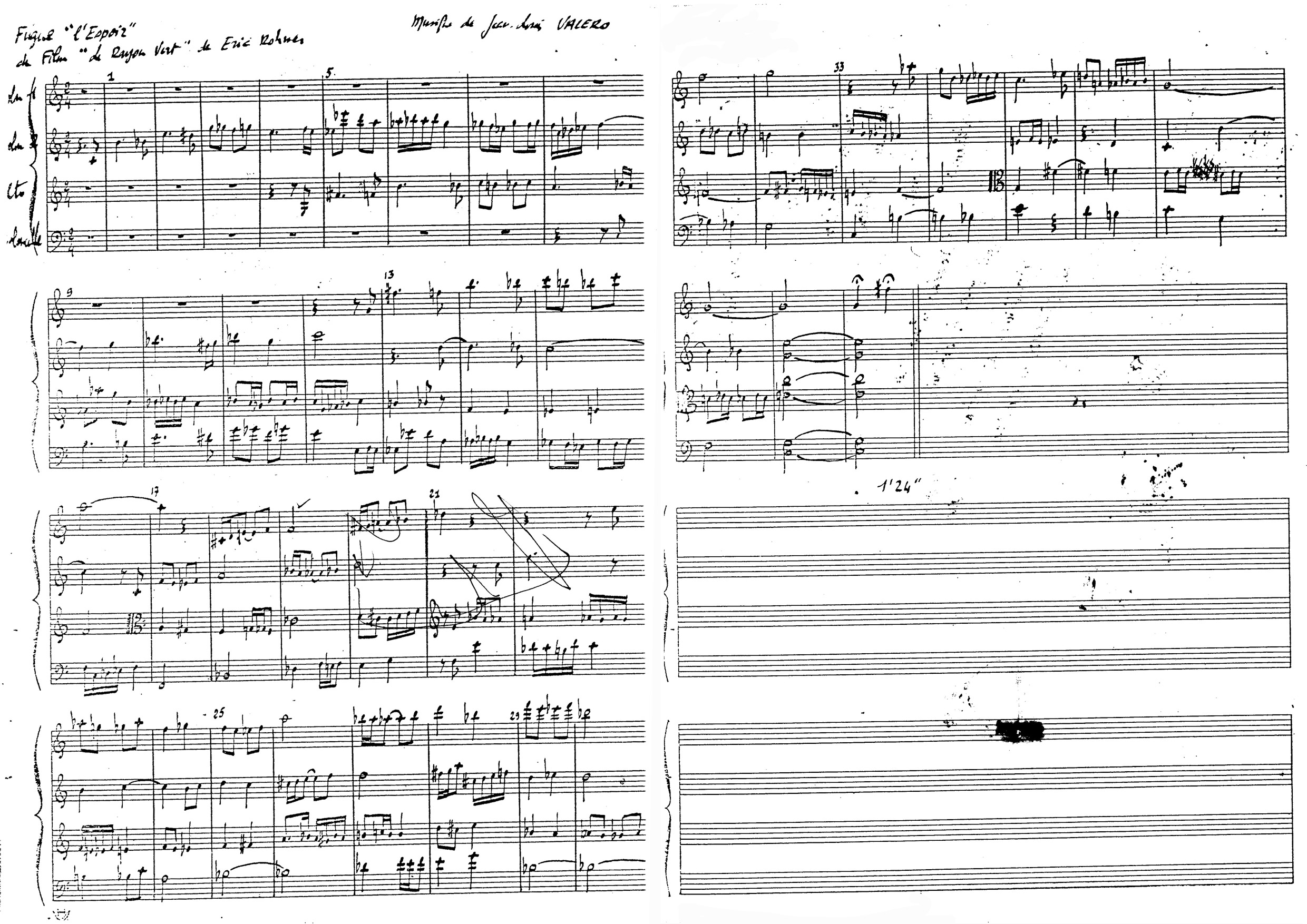
Mouvement fugué "l'Espoir", manuscrit autographe de Jean-Louis Valero

Pour Quatre aventures de Reinette et Mirabelle, Rohmer souhaitait un générique fait uniquement de la note DO, rythmé et répétitif. Jean-Louis Valero lui soumit l’idée d’une musique codée en morse, chaque groupe de notes épelant les mots « Reinette et Mirabelle », le DO grave étant mis pour un trait, le Do aigu pour un point. Cette trame rythmique accompagne une mélodie très simple faite elle-même des seules notes DO. (cf illustration ci-contre). Premier exemple de musique signifiante dans l’œuvre de Rohmer, ce dernier l’accepta d’enthousiasme.
Rohmer désirait pour Le Rayon vert  une fugue de facture « beethovenienne » à partir d’un thème atonal de 8 mesures de son crû (cf illustration ci-contre). Ce thème (dit « thème de la carte » ), interprété au violoncelle seul, est entendu à plusieurs reprises dans le film. Pour la fin, Jean-Louis Valero écrivit pour quatuor à cordes un premier mouvement fugué (l’Attente), tendu, atonal, qui se termine à l’apparition du rayon vert. Le second mouvement (l’Espoir), d’une facture plus tonale et apaisée, clôt le film et sert de générique de fin. Rohmer laissa à Jean-Louis Valero la paternité de l’ensemble. La bande magnétique originale a été perdue par Rohmer ; il utilisa en dernier recours la cassette de sécurité de piètre qualité pour en coucher le son sur le film tourné initialement en 16 mm. Cette cassette ayant à son tour été effacée inopinément par le même Rohmer, le son définitif du 35 mm provient de la piste optique du 16 mm, ce qui explique sa sonorité qu'il jugea in fine plus intéressante qu'un enregistrement plus traditionnel. La musique du film Le Rayon vert est un des très rares exemples de musique extradiégétique dans l’œuvre de Rohmer.

## Récompenses
- 1988: Faust d'Or Musique et Son (Forum des Arts de l'Univers Scientifique et Technologique) Toulouse[13].
- 1990: Prix Paris Cité (Concours International des Technologies de la Création et de l´Innovation)  pour la bande son du film Nature Morte de Georges Le Piouffle[14]
- 1991: Prix spécial de la SACEM au festival de Clermont Ferrand pour la musique de Cèleri rémoulade de Jean-Pierre Biazotti [15]
- 2004: Nomination aux Gemini Awards (Canada): "Best Original Music Score for a Documentary Program or Series" pour War in Korea de Brian McKenna[16]
- 2016: Premier prix du concours Pianoteq [17]

## Filmographie

### Années 1980
- 1980 : Hervé Lozach, L’Imperceptible Écume FR3
- 1981 : Éric Rohmer, La Femme de l'aviateur
- 1982 : Arielle Dombasle, Chassé-croisé, + disque RCA
- 1982 : Éric Rohmer, Pauline à la plage
- 1983 : Hervé Lozach, Histoire de plantes A2
- Éric Rohmer, Raphaël par le dessin Grand Palais
- 1983 : Jean Claude Brisseau, Un jeu brutal
- Théâtre: Ada d'Albon & Laurentiu Azimioara, Le Sixième Jour [18]
- 1984 : figuration: pianiste des Guermantes dans Un amour de Swann de Volker Schlöndorff
- José Luis Guerin, Motivos de Berta:Fantasia de Pubertad
- 1985 : Fausto Machado, Du réel au magique FR3
- 1985 : Barbet Schroeder, Entretiens avec Charles Bukowski, FR3
- 1985 : figuration: amant muet de Polaire dans Colette de Gérard Poitou-Weber
- 1986 : Philippe Collage, Adami le Peintre (Centre Pompidou)
- Fausto Machado, Nouer l’Espace
- Éric Rohmer, Le Rayon vert
- 1987 : Fausto Machado, Radia
- Éric Rohmer, L'Ami de mon amie,
- Éric Rohmer, Quatre aventures de Reinette et Mirabelle
- 1988 : Jean Labib, De Gaulle ou l’Eternel Défi [19] TF1 6 × 52 min,
- Société Tribun, Élections Législatives A2
- Société Cinétévé, Cinémode 8/9/10 Canal Plus
- M.Peyssel & J. Falck, L’Or Maya TF1
- Éric Rohmer, Les Jeux de Société
- figuration: Pianofortiste dans Les jeux de Société d’Éric Rohmer
- 1989 : Jean Labib Noirs et Blancs 1789 TF1 52 min
- Régine Abadia, Rosel
- Séverine Vermersch, Qui Voit Ouessant 52 min
- Yves-Elie Laurent, Lors du Couchant
- Luc Pagès, Forte est la Tentation de Georges

### Années 1990
- 1990 : Éric Rohmer, Conte de printemps (thème Montmorency Blues) [20]
- Clip Bois ton café il va êt’ froid [21] Paroles et musique de JLV+disque Polydor
- Christine Destopelleire, Distraction en collaboration avec Jean Louis Do
- Radovan Tadic, Erreur de jeunesse
- Alexandre Adabashyan, Mado Poste Restante
- Georges Lepiouffle, Nature Morte
- Stéphane Diss, La Décapole, La Route du Destin
- 1991 : Jean Labib, Le Grand Jeu 1917-1991
- Régine Abadia, Les Allumés Canal Plus
- Jean Pierre Biazotti, Cèleri Remoulade prix SACEM au Festival de Clermont Ferrand
- Didier Le Pêcheur, Sacem, le Film
- 1992 : Henry Colomer, Les Routes de la Lumière 3 × 52 min Arte, Le Japonisme 32 min musée d’Orsay
- Jim Goddard, De Terre et de Sang 2 × 90 min
- Denys de La Patellière *, L’Affaire Salengro 52 min FR3
- Tugrul Artunkal, Expo Universelle de Séville Arte
- Ann Le Monnier, Vagabond
- 1993 : Henry Colomer, Les Traducteurs de Shakespeare 26 min Arte
- Diego Mas Trelles & Maryse Bergonzat, Portraits de Pèlerins sur la Route de Saint Jacques Arte
- Guy Saguez, La Biennale de Venise Arte
- Christina Varady, La Nuit des Mayas 52 min Canal Plus
- 1993 : Philippe Collin, Fin février, les derniers jours d’Emmanuel Kant Arte
- 1993 : Éric Rohmer, L'Arbre, le Maire et la Médiathèque (orchestration)
- Patrick Grandperret, Sirga (l’enfant lion) (musiques additionnelles)
- Régine Abadia, Les Bêtes
- François Roux, Les Miettes
- Emmanuel Paulin, Qui de la Poule ou de l’Œuf
- 1994 : Jean Labib, Montand, le film 135 min
- Alain Degré, Eléphants 52 min Canal Plus
- Stéphane Diss, Gary/Ajar le Double Je Arte
- Jean-Denis Bonan, Marcel Carné, ma vie à l’écran Arte, Carné, vous avez dit Carné? Arte
- Jean Pierre Biazotti, Le Rhâdion [22]
- 1995 : La Lutte pour la Vie restauration du film de Ferdinand Zecca (Canal Plus/Cinémathèque française) et série de concerts en Italie [23]
- 1997 : Maurice Dugowson, Che Guevara, enquête sur un homme Reconstitution sonore des archives
- Samira Gloor-Fadel, Berlin Cinéma (cocompositeur : Mahmut Demir) [24]
- Rosette, Les Amis de Ninon
- 1998 : Christophe Nick, Bernard George et Pierre Péan, Le Fisc Canal Plus
- Valérie Exposito,Bernard Buffet
- 1999 : Jorge Amat, L’œil du Consul FR3 52 min
- Alexis Dantec, L’affaire est dans le sac (poubelle)

### Années 2000
- 2000 : Jorge Amat, Val d’Aran FR3 52 min
- Olivier Riou, Chasse gardée
- 2001 : Éric Rohmer, L’Anglaise et le Duc (figuration: le chanteur des rues)
- Alexis Dantec, la Dernière Bibliothèque
- 2002 : Jorge Amat,La voix de Jean Moulin France2 90 min
- Stéphane Houssier, Le médecin de nuit
- 2003 : Brian McKenna, Korea the Unfinished War coproduction franco-canadienne 4 × 52 min (nomination au Gemini Awards 2004: Best Original Music Score for a Documentary Program or Series)
- Jorge Amat, Lily
- 2004 : Jorge Amat, 20 ans en août 44 France2, 52 min
- Les témoins de la Libération
- La robe de mariée
- Frédéric Biamonti, Sun City, l’antichambre du Paradis France2 60 min
- Joël Calmettes, Le Soldat Inconnu Vivant France3 55 min Compagnie des Phares et Balises
- 2004 : Laurence Jourdan[25], Le génocide arménien Arte 52 min Compagnie des Phares et Balises
- Séverine Labat, Mustapha Kémal Atatürk: naissance d’une république Arte 52 min
- Joël Calmettes, De Gaulle vu par Dominique de Villepin France2 26 min Compagnie des Phares et Balises
- Hubert Dubois, Sauve qui peut les Poulets France 5 52 min MAT Films
- Marie-Monique Robin, Bio-pirates Arte 52 min Galaxie Production
- Blé: Chronique d’une mort annoncée Arte 52 min Galaxie Production
- Jorge Amat, Cercle vicieux, Kafka n’est pas mort
- 2006 : Marie-Monique Robin, On les appelait les Dames du Planning, France5 52 min
- 2007 : Jorge Amat, La Traque de l’Affiche Rouge France2 52 min, Sonate pour un fugitif
- Laurence Jourdan, L’Europe des fronts populaires Arte 52 min Compagnie des Phares et Balises
- Valérie Exposito, Maeght une histoire de famille Arte 52 min [26]
- Tullio Bernbel/Gioia Avvantaggiato, Un volcan sous la mer Arte 52 min Galaxie Production [27]
- Éric Rohmer, Les Amours d'Astrée et de Céladon
- 2008 : Jorge Amat, Maréchal nous voilà? France2 52 min
- 2009 : Hubert Dubois, Équitable à tout prix [28]'?' Arte 52 min Cinétévé, Otan machine de guerre machine de paix Arte 52 min
- Patrice Du Tertre & Vanessa Escalante, Alain Deloche “Atout Cœur”
- Marie-Monique Robin, Torture made in USA Canal+ 85 min Galaxie Production
- Jorge Amat, Halte à la Mafia
- Valérie Exposito, Luc Montagnier un combat pour la vie France5 52 min

### Années 2010
- 2010 : Hubert Dubois, Emmaüs la Force des Faibles France5 52 min
- Jorge Amat, La France des Camps France2 90 min
- Laurence Jourdan, Sochaux, cadences en chaîne (2010) France 5 INA
- 2011 : Laurence Jourdan, Tipping Point (Georama TV) [29]
- Jorge Amat, L'Instinct de Résistance
- Jean-Louis Valero, Opéra La Hire et La Tique
- Marie-Monique Robin, Notre Poison Quotidien Arte 85 min INA [30]
- 2012 : Laurence Jourdan, Une vie volée France5 AMIP
- Marie-Catherine Delacroix et Laurence Bazin, Ils ont filmé les grands ensembles (Public Sénat)[31]
- Marie-Monique Robin, Les Moissons du Futur Arte
- 2014 : Eric Nadler, Bob Coen, Nicolas Koutsikas, Armes chimiques sous la mer Arte 90 min
- Marie-Monique Robin, Sacrée croissance Arte
- 2015 : Marie-Monique Robin, Femmes pour la Planète Ushuaïa TV
- 2016 : Laurence Jourdan, Second Empire, le pouvoir en scène Arte, Musée d' Orsay
- Marie-Monique Robin, Qu'est-ce qu'on attend ?
- Jorge Amat, Les résistants du Train Fantôme 52 min FR3 + version 80 min Film
- 2017 : Marie-Monique Robin, Le Roundup face à ses juges Arte 90 min